# Sjöpennor
Sjöpennor (Pennatulacea) är en ordning av koralldjur som förekommer på bottnar i tropiska och tempererade hav världen över. 
Sjöpennor är kolonibildande och lever ofta på lite större djup, vanligen mer än 10 meter, förutom i tropikerna där de även kan hittas i grundare vatten. Många arter finns på ett djup ner till 300–400 meter och en del arter finns ner till 2 000 meters djup eller mer. De hör till de åttastråliga koralldjuren och livnär sig som filtrerare på plankton. Storleken kan beroende på art variera från omkring 15–40 centimeter upp till 1,7 meter eller något mer. 
Utseendet på kolonierna varierar, mest bekanta är de fjäderformiga kolonier som bildas av arter inom familjerna Pennatulidae och Virgulariidae. Inom dessa finns de arter som kallas sjöpenna eller sjöfjäder, som Pennatula phosphorea, och piprensare, som liten piprensare (Virgula mirabilis) och större piprensare (Funiculina quadrangularis). 
En sådan koloni består av många enskilda individer, eller polyper, med specialiserad funktion. Kolonin bärs upp av en stam, som består av en upprätt och utsträckt så kallad primärpolyp, vars nedre del fäster i bottensedimentet. Från stammens övre del grenar sekundära polyper ut sig, på vilka de polyper som infångar födan sitter. 
Primärpolypen håller sig upprätt genom förekomsten av en inre stav av kalciumkarbonat. Till kolonins styrka bidrar också pennatulin, ett hornämne. Kolonin har förmågan att kunna förflytta sig, genom att sakta krypa framåt.
Det finns många arter i ordningen som bildar kolonier med ett annat utseende, genom att exempelvis ha primärpolyper som är mindre utsträckta och mer utbredda eller klubbformiga.